# Advektionsdimma

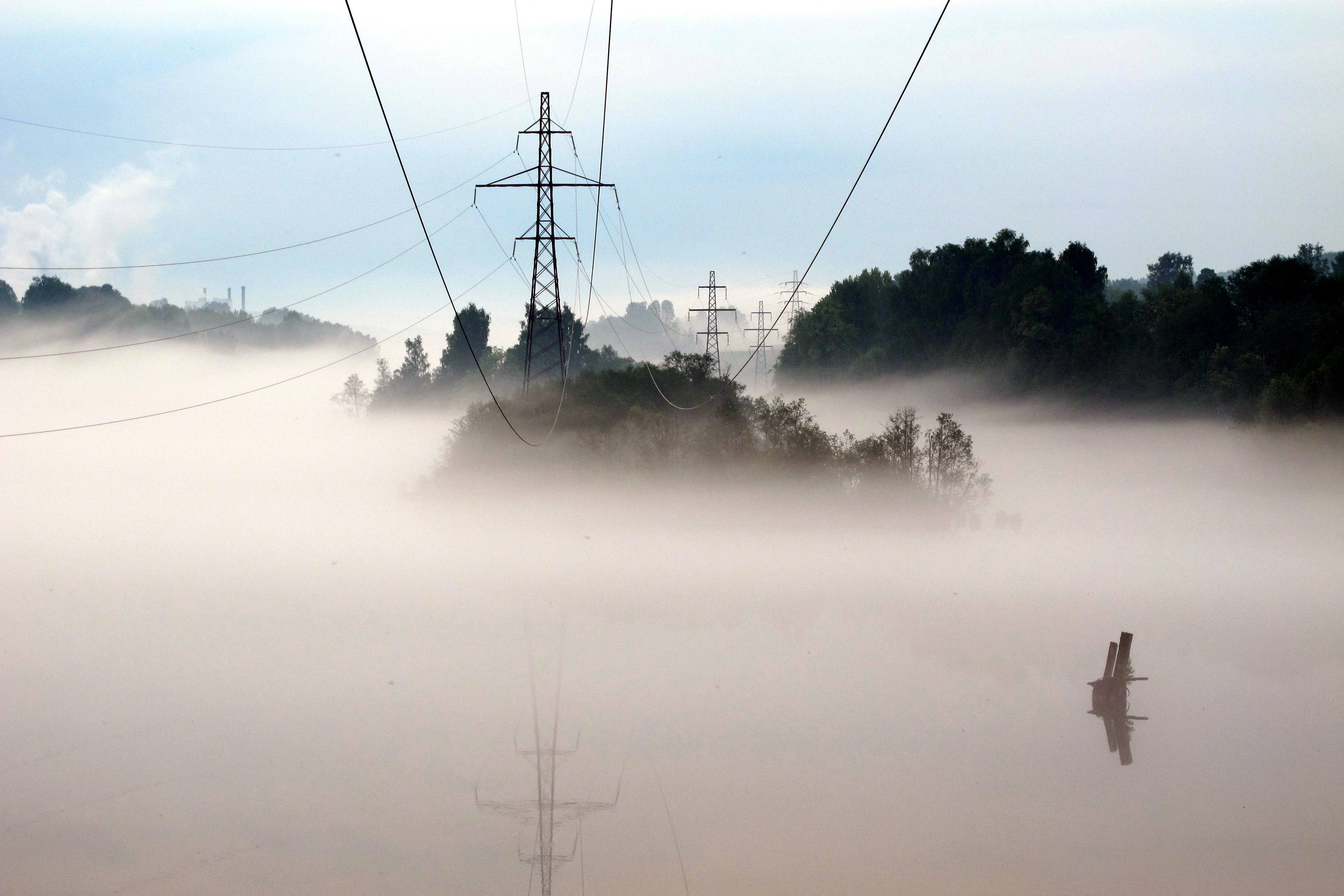
Dalälven vid Domnarvet i dimma.

Advektionsdimma är dimma som bildas när fuktig luft förs ut över en kall land- eller vattenyta. Den hör samman med frisk vind, täcker ofta stora områden och kan ligga kvar i flera dygn t.ex. efter en varmfrontspassage under våren eller försommaren. Till havs är den vanligast i samband med frånlandsvind.
Advektionsdimbankar ligger vanligen på havet utanför New Foundland, där Labrador- och Golfströmmen möts. Under sommaren förs vanligen fuktig luft in över polarisen, varvid advektionsdimma bildas, så kallad polardimma.